# Yeongdeok-dong
Yeongdeok-dong (koreanska: 영덕동) är en stadsdel i staden Yongin i provinsen Gyeonggi, i den nordvästra delen av Sydkorea, 35 km söder om huvudstaden Seoul. Den ligger i stadsdistriktet Giheung-gu.

## Indelning
Administrativt är Yeongdeok-dong sedan 20 januari 2020 indelat i:
| Namn    | Namn                 | Yta km² | Invånare 31 dec 2020 |
| ------- | -------------------- | ------- | -------------------- |
| 영덕1동 | Yeongdeok 1(il)-dong | 3,70    | 30 943               |
| 영덕2동 | Yeongdeok 2(i)-dong  | 5,80    | 17 715               |